# Плодопитомнический
Плодопитомнический — поселок, административный центр  Плодопитомнического сельского поселения Рузаевского района Республики Мордовия.

## География
Находится недалеко от железнодорожной линии Рузаевка-Пенза на расстоянии примерно 5 км на восток-юго-восток по прямой от районного центра города Рузаевка.

## История
Поселок был основан как усадьба совхоза «Арх-Голицынский» в 1932 году.

## Население
Постоянное население составляло 712 человек (русские 82%) в 2002 году, 721 в 2010 году.